# Fabian Nicieza
Fabian Nicieza (nascido em Buenos Aires, Argentina, em 31 de dezembro de 1961) é um editor e escritor de histórias em quadrinhos, mais conhecido por seu trabalho em títulos da Marvel como X-Men, X-Force, Novos Guerreiros, Cable, Deadpool (que ele é cocriador), e Thunderbolts, nos quais ele ajudou a criar inúmeros personagens.
Nicieza começou a escrever a série Robin Vermelho da DC das edições #13-26, (agosto de 2010 - agosto de 2011). Também escreveria Legião Perdida, um spinoff da Legião dos Super-heróis como parte da iniciativa de relançamento da DC em setembro de 2011. Nicieza escreveu as primeiras seis edições antes de deixar o título. Em 2016, para a empresa de quadrinhos Shatner Singularity, ele adaptou um poema de Stan Lee na graphic novel 'God Woke' de Stan Lee. Esse trabalho ganhou o Prêmio de Voz Independente do Ano de Melhor Livro do Ano do Independent Publisher Book Awards de 2017.